# Aladdin và cây đèn thần (phim truyền hình)
Aladdin và cây đèn thần (tiếng Hindi: Aladdin – Naam Toh Suna Hoga, tạm dịch: Aladdin - Có lẽ bạn đã nghe qua, tiêu đề quốc tế: Aladdin - You must have heard the name) là một bộ phim truyền hình Ấn Độ, được phát sóng lần đầu vào ngày 21/8/2018 và kết thúc vào ngày 5/2/2021 trên kênh Sony SAB. Là một bộ phim truyền hình giả tưởng của Ấn Độ dựa trên nhân vật Aladdin của Ả Rập. Siddharth Nigam đóng vai Aladdin và Avneet Kaur / Ashi Singh đóng vai công chúa Yasmine. Raashul Tandon đóng vai thần đèn Genie. Tại Việt Nam, 3 phần của bộ phim được phát sóng lúc 12h hằng ngày và được phát lại lúc 0h ngày hôm sau trên kênh THVL1 từ ngày 8/8/2021 đến 30/5/2022.
Bộ phim xoay quanh Aladdin, một tên trộm tốt bụng, thầm yêu Công chúa Yasmine, kết bạn với Thần đèn ban điều ước, và chiến đấu với Zafar và sau đó là mụ phù thủy độc ác Mallika, và một lần nữa với Sultan Aiyyar Zafar sau khi tái sinh.
(Bộ phim Aladdin và cây đèn thần góp mặt của phim khác: Siddharth Nigam, Raashul Tandon, Aamir Dalvi cũng tham gia phim này: "Baalveer Returns")

## Diễn viên

### Vai chính
- Siddharth Nigam trong vai Aladdin (Thương gia Ali trong phần 2, và Hoàng Tử Aladdin trong phần 3 sau khi được tái sinh cùng Công chúa Jasmine) và Haider (bản sao huỷ diệt của Aladdin)
- Ashi Singh trong vai công chúa Jasmine trong giữa phần 2 và sẽ đóng hết phần 3 (đóng thay cho Avneet Kaur)
- Avneet Kaur trong vai Công chúa Jasmine (trong phần 1 và phần 2)
- Raashul Tandon trong vai Thần đèn Genie
- Aamir Dalvi trong vai Tể tướng Zafar, cha của Zafar và Quốc Vương Zafar trong phần 3
- Smita Bansal trong vai Rukhsaar - mẹ của Aladdin, vợ của Omar và phu nhân Rukhsaar trong phần 3
- Praneet Bhat trong vai Thần nhẫn Tughluq
- Gireesh Sahdev trong vai Omar, chồng của Rukhsaar, cha của Aladdin
- Sonal Kaushal lồng tiếng cho chú vẹt biết nói Shaheen

### Vai phụ
- Divyangana Jain trong vai Zeher - em gái của Zafar
- Amit Raghuvanshi trong vai Sheefan
- Vikas Grover trong vai Gulbadan (anh họ của Aladdin)
- Sonal Bhojwani trong vai Thần Chai Meanie
- Krishang Bhanushali trong vai Thần Dây Chuyền Chan Changezi
- Gulfam Khan trong vai Nazneen Begum - mẹ của Gulbadan, vợ của Mustafa, bác của Aladdin
- Badrul Islam trong vai Mustafa Chacha - cha của Gulbadan, bác của Aladdin, anh trai của Omar
- Chayan Trivedi trong vai tiến sĩ Bulbul, người luôn giúp đỡ Aladdin bằng phát minh của ông
- Gyan Prakash trong vai Sultan Shahnawaz (Quốc Vương của Baghdad), cha của Jasmine
- Farhina Parvez trong vai Piddi, người hầu gái trung thành và là bạn thân nhất của Jasmine
- Yashu Dhiman trong vai Mallika Begum Mehrunisa (Hoàng hậu của Baghdad), mẹ của Jasmine
- Prakhar Saxena trong vai Subedar Akbar, cánh tay phải đắc lực trước đây của Zafar
- Tushar Kawale trong vai Badal, em rể của Zafar
- Ritu Singh trong vai Bijli, em dâu của Zafar
- Chahat Pandey trong vai Meher, công chúa của Thổ Nhĩ Kỳ và là em họ của Jasmine
- Shrashti Maheshwari trong vai Gulfam, người vợ kiêu kỳ của Gulbadan
- Vinit Kakar trong vai Quỷ Vương Hiblish, sinh vật độc ác đã làm ô nhiễm nguồn nước bằng cách sử dụng nọc độc của mình
- Pal John trong vai Công chúa Adaya, một công chúa bướng bỉnh và là vị hôn thê cũ của Aladdin.
- Shivani Badoni trong vai Koyal
- Karan Khan trong vai Chulbul, cháu trai của Bulbul
- Jogesh trong vai Khalibali
- Harsh Vashisht trong vai Quốc vương của vương quốc Turkistan, Quốc vương Firoz - cha của Hoàng tử Aladdin
- Guneet Sharma trong vai Shiraz, bạn thân của Aladdin
- Vipul Tyagi trong vai Faiz, phụ tá của Hoàng tử Aladdin trong phần 3
- Nausheen Ali Sardar (phần 1) / Debina Bonnerjee (phần 2) trong vai phù thủy Mallika độc ác
- Aradhana Sharma trong vai Công chúa vùng Aqaba, Sultana Tamanna
- Kajal Jain trong vai phù thủy Mehzabeen, là hôn phu cũ của Zafar
- Viren Singh Rathore trong vai Allah Rakha
- Om Aditya Yadav trong vai Aladdin lúc nhỏ
- Anila K Kharbanda trong vai Roothi, nàng tiên trong gương
- Riddhi Gupta trong vai Jhoothi, nàng tiên trong gương
- Prerika Arora trong vai Tooti, nàng tiên trong gương
- Shweta Khanduri trong vai Aliza, một phù thủy được triệu hồi bởi Zafar
- Milan Singh trong vai Zehreeli, một xà nữ biến hình có sức mạnh nhìn thấy tương lai
- Soni Singh trong vai Zarina
- Nirisha Basnnet trong vai Sheher, một người trợ giúp cho Zafar

| Phần | Số tập | Phát sóng ban đầu (tại Ấn Độ) | Phát sóng ban đầu (tại Ấn Độ) |
| Phần | Số tập | Ngày phát sóng đầu tiên       | Ngày phát sóng cuối cùng      |
| ---- | ------ | ----------------------------- | ----------------------------- |
| 1    | 207    | 21 tháng 8 năm 2018           | 31 tháng 5 năm 2019           |
| 2    | 250    | 3 tháng 6 năm 2019            | 28 tháng 8 năm 2020           |
| 3    | 115    | 31 tháng 8 năm 2020           | 5 tháng 2 năm 2021            |

| Phần | Số tập | Phát sóng ban đầu (tại Việt Nam) (lịch phát sóng đã hoàn chỉnh) | Phát sóng ban đầu (tại Việt Nam) (lịch phát sóng đã hoàn chỉnh) |
| Phần | Số tập | Ngày phát sóng đầu tiên                                         | Ngày phát sóng cuối cùng                                        |
| ---- | ------ | --------------------------------------------------------------- | --------------------------------------------------------------- |
| 1    | 104    | 8 tháng 8 năm 2021                                              | 19 tháng 11 năm 2021                                            |
| 2    | 136    | 20 tháng 11 năm 2021                                            | 4 tháng 4 năm 2022                                              |
| 3    | 56     | 5 tháng 4 năm 2022                                              | 30 tháng 5 năm 2022                                             |

## Giải thưởng
| Năm  | Giả thưởng                       | Hạng mục                                              | Diễn viên       | Chú thích   |
| ---- | -------------------------------- | ----------------------------------------------------- | --------------- | ----------- |
| 2018 | Indian Television Academy Awards | Nam diễn viên phản diện xuất sắc nhất                 | Aamir Dalvi     | [ 5 ] [ 6 ] |
| 2018 | Indian Television Academy Awards | Nam diễn viên chính xuất sắc nhất                     | Siddharth Nigam | [ 7 ]       |
| 2019 | Zee Gold Awards                  | Gold Debut - dành cho nữ diễn viên                    | Avneet Kaur     |             |
| 2019 | Zee Gold Awards                  | Diễn viên truyền hình được nhiều người yêu thích nhất | Siddharth Nigam | [ 8 ]       |